# Parafia Podwyższenia Krzyża Świętego w Jałówce
Parafia Podwyższenia Krzyża Świętego – parafia prawosławna w Jałówce, w dekanacie Gródek diecezji białostocko-gdańskiej.
Na terenie parafii funkcjonuje 1 cerkiew i 2 kaplice:
- cerkiew Podwyższenia Krzyża Świętego w Jałówce – parafialna
- kaplica Świętych Równych Apostołom Konstantyna i Heleny w Jałówce – pomocnicza; dzwonnica
- kaplica św. Mikołaja w Bachurach – filialna

## Historia
Pierwszą cerkiew pod wezwaniem Podwyższenia Krzyża Świętego w Jałówce (przy której erygowano parafię) wzniesiono prawdopodobnie w pierwszych latach XVI w. W krótkim czasie świątynia ta stała się ważnym ośrodkiem kultu religijnego. Na początku XVII w. parafia przyjęła unię. Według danych z 1788, wspólnota liczyła 1284 wiernych zamieszkałych w 18 wsiach. W 1794, w związku ze wzrostem liczby parafian, pobudowano nową cerkiew. W 1839, po synodzie połockim, parafię włączono do dekanatu wołkowyskiego eparchii litewsko-wileńskiej Rosyjskiego Kościoła Prawosławnego.
19 lutego 1861 w Jałówce utworzono drugą parafię prawosławną – pod wezwaniem św. Aleksandra Newskiego. Na cerkiew władze carskie poleciły zaadaptować nieukończony kościół rzymskokatolicki, co stało się przyczyną konfliktów religijnych w miejscowości. Parafia ta funkcjonowała do czasów I wojny światowej, kiedy to miejscowa ludność prawosławna udała się na bieżeństwo.
Po odzyskaniu przez Polskę niepodległości cerkiew św. Aleksandra Newskiego została zwrócona katolikom i konsekrowana w 1922 jako kościół Przemienienia Pańskiego i św. Michała. Powracający z bieżeństwa prawosławni zaczęli na nowo organizować życie religijne przy cerkwi Podwyższenia Krzyża Świętego. W 1928 podjęto próbę odzyskania dawnej cerkwi św. Aleksandra Newskiego, świątynia jednak pozostała w rękach katolików.
W 1939 Jałówka znalazła się pod okupacją radziecką, a w 1941 – niemiecką. 24 czerwca 1941, w czasie walk niemiecko-radzieckich całkowicie spłonęła cerkiew Podwyższenia Krzyża Świętego oraz budynki parafialne. Od tego czasu w porze letniej odprawiano nabożeństwa na zgliszczach cerkwi, a zimą – w prywatnych mieszkaniach. Władze niemieckie próbowały zaognić konflikt katolicko-prawosławny, oferując pomoc w odzyskaniu cerkwi św. Aleksandra Newskiego, jednak zdecydowany protest ówczesnego proboszcza (ks. Wiaczesława Skabałłanowicza) i parafian nie dopuścił do prowokacji wobec katolików.
W 1942 Niemcy wydali zgodę na odbudowę cerkwi Podwyższenia Krzyża Świętego. Część materiału budowlanego udało się pozyskać z rozbieranych baraków w pobliskich Mieleszkach. Wznoszona świątynia spłonęła jednak 25 lipca 1944, w trakcie ponownego przejścia frontu niemiecko-radzieckiego.
Po zakończeniu wojny, ze względu na brak cerkwi, nabożeństwa odprawiano w magazynie nad rzeką Jałówka, później w budynku szkoły podstawowej, a następnie w prywatnym mieszkaniu w Szymkach. W 1947 przy ocalałej z pożogi wojennej murowanej dzwonnicy wzniesiono prowizoryczną drewnianą kaplicę. W 1950 pobudowano dom parafialny. W 1958 przystąpiono do budowy nowej, murowanej cerkwi, zaprojektowanej przez prof. Aleksandra Grygorowicza. Część materiału budowlanego pozyskano z rozbiórki dzwonnicy; resztę kosztów pokryli parafianie. W 1962 parafia w Jałówce liczyła 1810 wiernych.
Cerkiew oddano do użytku w 1966 (14 listopada odprawiono w niej pierwsze nabożeństwo), jednak jej konsekracja miała miejsce dopiero 16 maja 1982 (poświęcenia dokonał ówczesny arcybiskup białostocki i gdański Sawa). W 1990 obok cerkwi wzniesiono (również według projektu Aleksandra Grygorowicza) kaplicę pomocniczą (będącą jednocześnie dzwonnicą) pod wezwaniem Świętych Konstantyna i Heleny. W latach 2008–2012 cerkiew i kaplicę odremontowano.
Do parafii należą miejscowości: Jałówka, Bachury, Gonczary, Kondratki, Wiejki, Romanowo, Podozierany, Nowosady, Zaleszany, Leonowicze, Cisówka, Budy, Brzezina, Zielona, Nowa Łuplanka, Stara Łuplanka, Szymki i Kituryki.

## Wykaz proboszczów
- 1896–1911 – ks. Włodzimierz Sławuta
- 1911–1915 – ks. Gabriel Bieniewicki
- ?–1924 – ks. Mikołaj Jerzykowski
- ?–1927 – ks. Daniel Kuncewicz
- 1927–1930 – ks. Andrzej Turowski
- 1930–1936 – ks. Leoncjusz Kańkowski
- 1936–1955 – ks. Wiaczesław Skabałłanowicz
- 1955–1971 – ks. Konstanty Doroszkiewicz
- 1971–2004 – ks. Eugeniusz Konachowicz
- od 2004 – ks. Aleksander Dobosz

## Galeria

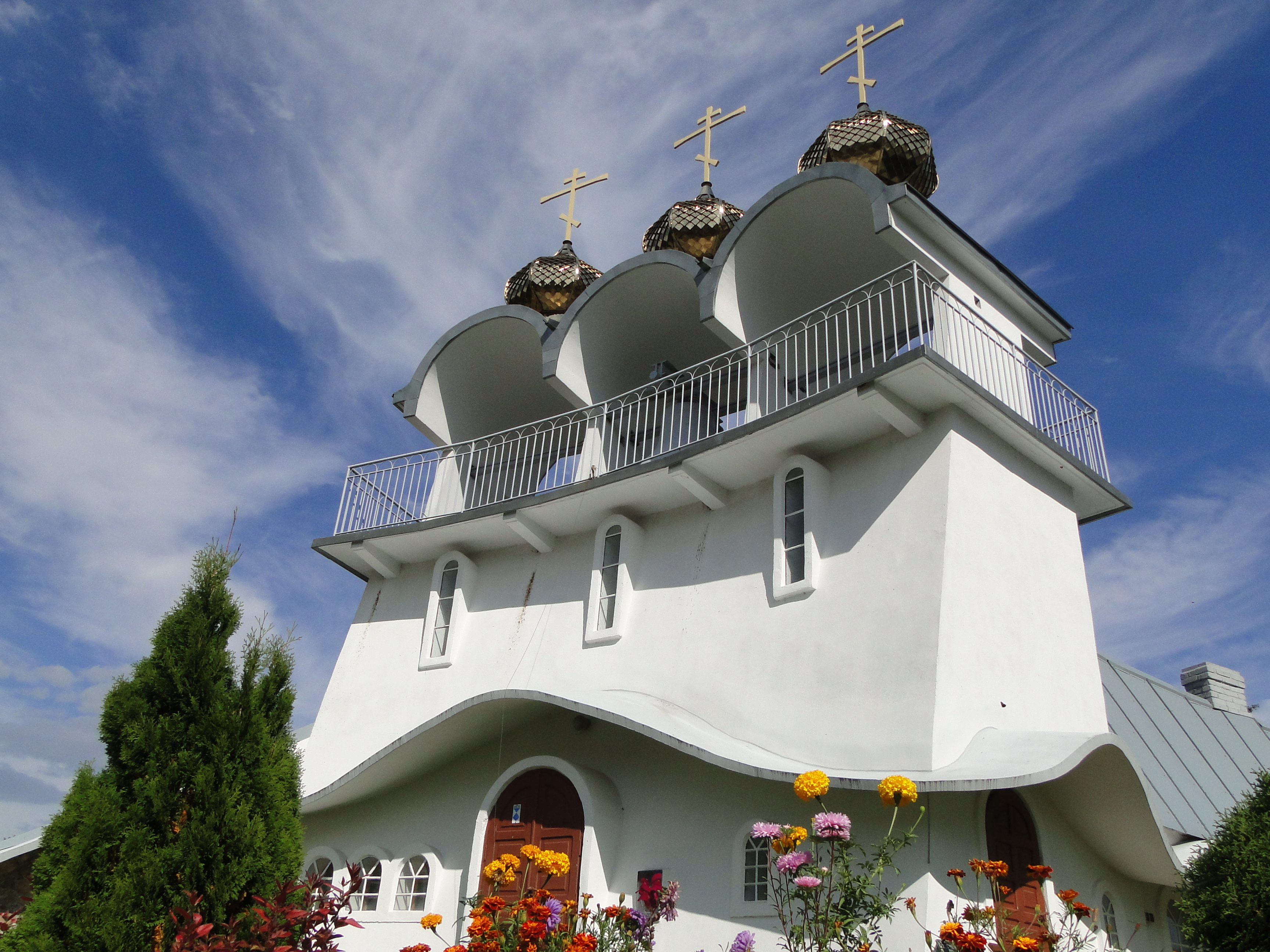
Kaplica-dzwonnica Świętych Konstantyna i Heleny
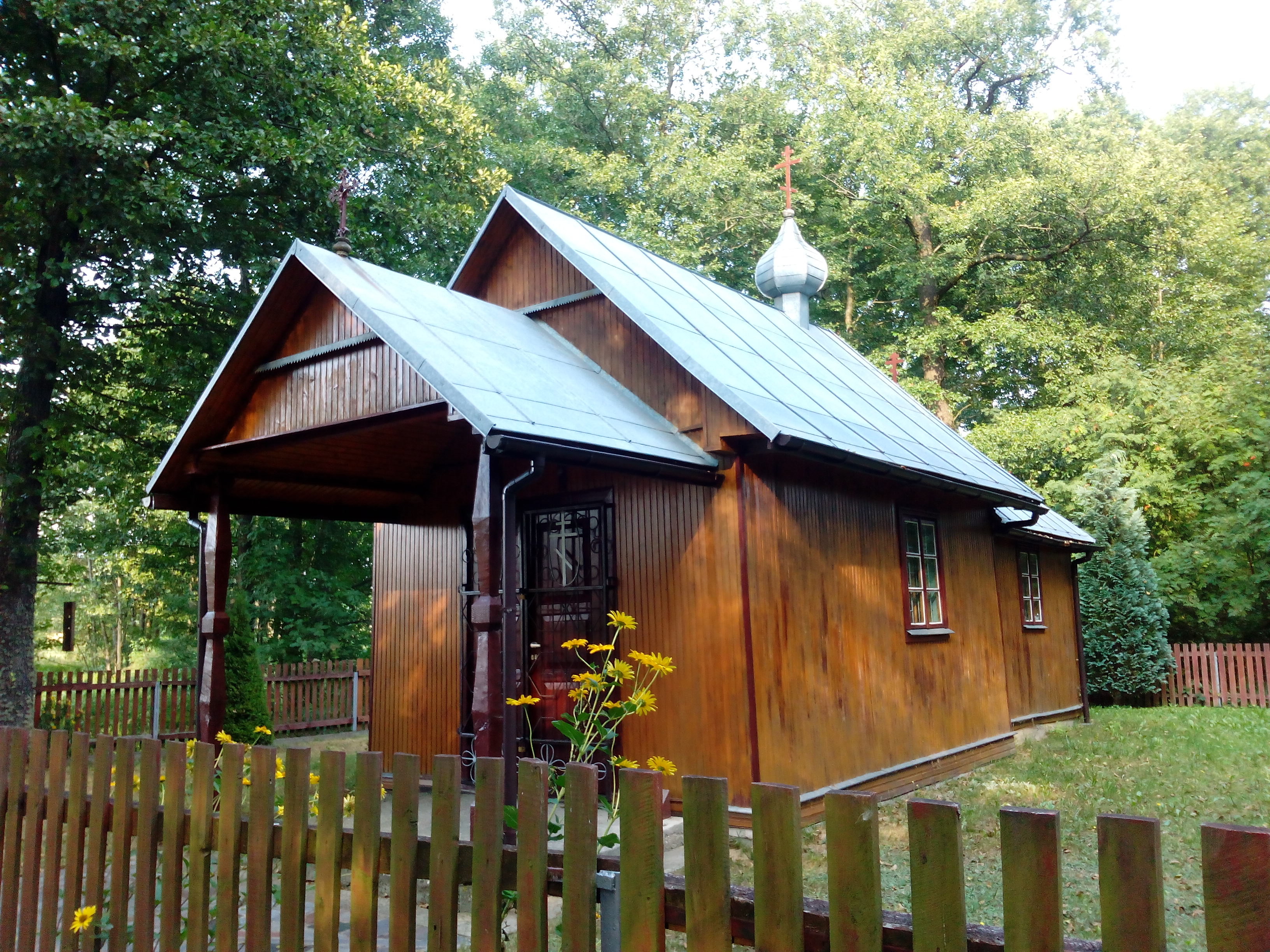
Kaplica filialna św. Mikołaja w Bachurach
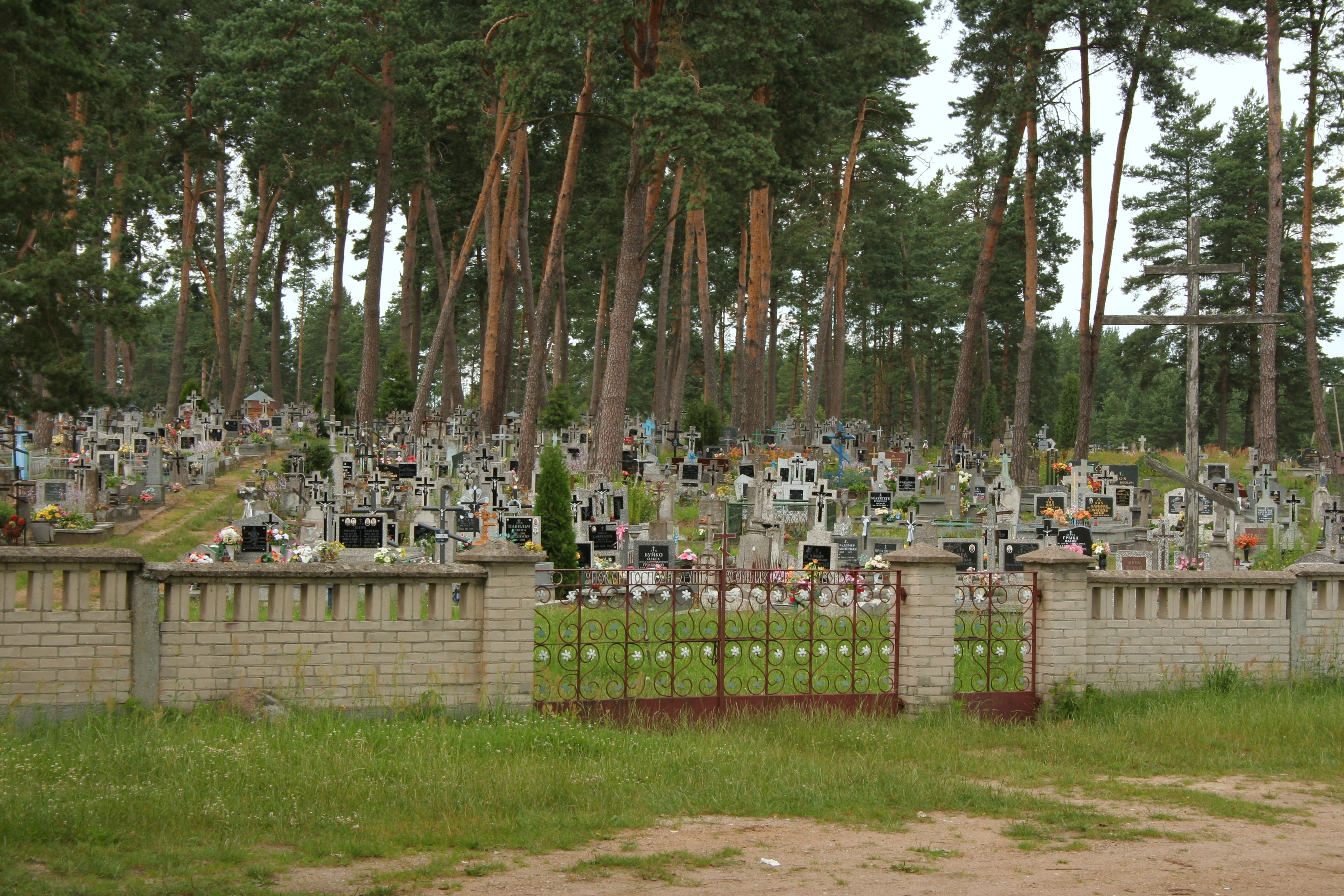
Cmentarz prawosławny w Jałówce